# Force X (périodique)
Pour les articles homonymes, voir Force X.
Force X est une revue de Petit format de l'éditeur Aventures & Voyages qui a eu un seul numéro en juin 1980. Elle fut remplacée par Super Force en conservant les mêmes séries.

## Les Séries
- Force X
- Invasion
- Supercat
- Starblazer